# Georges Perec
Georges Perec (París, 7 de març de 1936 - Ivry-sur-Seine, 3 de març de 1982) va ser un dels escriptors més famosos de la literatura francesa del segle xx. Membre de l'Oulipo i abanderat del nouveau roman, basava les seves obres en l'experimentació i en les limitacions formals.
Es va fer conegut a partir de la seua primera novel·la, Les choses: Une histoire des années soixante (Premi Renaudot 1965), centrada en els inicis de la societat de consum. Posteriorment publica altres obres, com Un homme qui dort, retrat de la solitud urbana, o La Disparation, en què reprén la seua obsessió per l'absència dolorosa. Aquesta primera novel·la oulipiana de Perec és també una obra lipogramàtica (no hi apareix en cap moment la lletra "e"). El 1975, apareix W ou le Souvenir d'enfance, que alterna la ficció olímpica feixista i l'escriptura autobiogràfica fragmentada. L'any 2012, apareix el llibre Le Condottière, del qual Perec havia perdut el manuscrit el 1966, retrobat posteriorment al 1992, deu anys després de la mort de l'autor. La seua consagració com a escriptor arriba amb La vie, mode d'emploi (Premi Médicis 1978), en què explora de manera metòdica la vida de diversos habitants d'un edifici.

## Biografia
Georges Perec era fill d'Icek Peretz (1909-1940) i de Cyrla Szulewicz (1913-194?), dos jueus d'origen polonès casats l'any 1934. Dos anys després, el 7 de març de 1936, naixia Georges Perec en una maternitat del 19è districte de París. Creix al barri parisenc de Belleville, on sa mare regenta una perruqueria.
El pare, Icek Peretz, va unir-se voluntari contra l'Alemanya nazi en la denominada Guerra de Broma, i va ser ferit mortalment el 16 de juny de 1940. El 1941, Cyrla envia Georges a Villard-de-Lans, a la zona lliure, amb un tren de la Creu Roja. Serà batejat i es francesitzarà el seu cognom, que esdevé Perec. L'infant passa la resta de la guerra amb la seua família paterna, mentre sa mare va ser arrestada i internada al camp de Drancy al gener de 1943 i deportada a Auschwitz l'11 de febrer del mateix any. Georges retorna a París el 1945 i és adoptat per sa tieta paterna, Esther, i el seu marit David Bienenfeld, pares de l'escriptora Bianca Lamblin. Entre 1946 i 1954, Perec estudia en una escola comunal del carrer des Bauche, al liceu Claude-Bernard i al col·legi Geoffroy-Saint-Hilaire d'Étampes.
Profundament marcat per la desaparició dels seus pares durant la guerra, Perec va començar psicoteràpia el 1949. El 1954, després de les classes preparatòries literàries, inicia uns estudis d'història que abandona ràpidament. Dos anys després comença psicoanàlisi.
Entre 1958 i 1959, realitza el servei militar en un regiment de paracaigudistes a Pau. El 1960 es casa amb Paulette Pétras, i després marxa a Sfax, Tunísia, d'on retorna l'any següent. El 1962, esdevé documentalista en neuropsicologia al Centre Nacional de Recerca Científica.

### L'escriptor
El 1965, Georges Perec guanya el Premi Renaudot amb Les Choses, i el juny de 1967 coopta a formar part de l'Oulipo, la qual cosa marca un punt en la seua obra literària, ja que a partir d'aquest moment els seus textos generalment seguiran limitacions oulipianes. Junt a Raymond Queneau i Italo Calvino, Perec és un dels membres d'aquest corrent que més èxit ha tingut.
Entre 1971 i 1975, realitza psicoanàlisi. El 1976, publica mots encreuats al setmanari Le Point. Dos anys després, i arran del succés de La vie, mode d'emploi, deixa el seu treball al Centre Nacional de Recerca Científica i es dedica per complet a l'escriptura.
En aquest moment, viu amb la cineasta Catherine Binet, a la qual li produeix el film Les Jeux de la comtesse Dolingen de Gratz.
Georges Perec es mor d'un càncer de bronquis el 3 de març de 1982 a l'hospital Charles-Foix d'Ivry-sur-Seine. Les seues cendres reposen al cementeri de Père-Lachaise, a París.

## Principals obres
- 1969. La disparition. És una novel·la d'intriga en què no apareix ni una vegada la lletra E, la vocal més freqüent en francès (marca de femení, per exemple). Les traduccions d'aquesta obra respecten la restricció, així la versió castellana (anomenada El secuestro) i la catalana (L'eclipsi) no inclouen la lletra A, per ser la lletra més usades en aquests idiomes.

- 1972. Les revenentes. Obra que actua com a contrapunt de l'anterior, ja que només usa la vocal E.

- 1976. Alphabets. Aquí no podia repetir una consonant abans d'haver usat totes les altres de l'alfabet.

- 1978. La vie, mode d'emploi. Explica la vida dels habitants d'un edifici (els actuals i els anteriors) usant per a moure's d'un pis a l'altre els moviments del cavall dels escacs. Aquesta figura estructura tota la trama. Hi predominen les descripcions naturalistes i l'acció sembla congelada en el temps.

- 1978. Je me souviens. Llista de coses entranyables per al record de la seva generació.

## Traduccions al català
- Les coses: una història dels anys seixanta. traducció de Pascale Bardoulaud i Ramon Lladó. Barcelona: (La Magrana, 1988).
- La vida, manual d'ús. Novel·les. Traducció d'Annie Bats i Ramon Lladó. Barcelona: (Edicions Proa,1998)
- Ellis Island. Traducció de Margarida Casacuberta. Barcelona: (L'Avenç, 2008)
- W o el record de la infantesa. Traducció de Margarida Cascuberta. Barcelona: (L'Avenç, 2011)
- L'Eclipsi. Traducció d'Adrià Pujol (L'Avenç, 2017)